# Viškovo
Viškovo (in italiano San Mattia o San Matteo di Liburnia  o più comunemente oggi come Viscovo e in croato anche come Sveti Matej o Sveti Matija) è un comune di 14.495 abitanti della Regione litoraneo-montana in Croazia. È situato sulle colline alle spalle di Fiume, nella regione storica della Liburnia.

## Località
Il comune è diviso in 7 insediamenti (naselja):
- Kosi
- Marčelji (Marceglia)
- Marinići (Marinici)
- Mladenići
- Viškovo (San Mattia)[1][2]
- Saršoni (Sarsoni)[2]
- Sroki

## Popolazione
A Viškovo esiste una piccola comunità di italiani autoctoni, che rappresentano una minoranza residuale di quelle popolazioni italofone che abitarono per secoli ed in gran numero, le coste dell'Istria e le principali città di questa, le coste e le isole della Dalmazia, e il Quarnaro, che erano territori della Repubblica di Venezia. La presenza di italiani autoctoni a Viškovo è drasticamente diminuita in seguito all'esodo giuliano dalmata, che avvenne dopo la seconda guerra mondiale e che fu anche cagionato dai "massacri delle foibe".
| %      | Ripartizione linguistica (gruppi principali) |
| ------ | -------------------------------------------- |
| 0,79%  | madrelingua bosniaca                         |
| 95,69% | madrelingua croata                           |
| 0,42%  | madrelingua italiana                         |
| 0,48%  | madrelingua serbo-croata                     |
| 0,39%  | madrelingua slovena                          |
| 0,46%  | madrelingua albanese                         |
| 0,57%  | madrelingua serba                            |